# Без наркоза
«Без наркоза» («Без анестезии», пол. Bez znieczulenia) — фильм-притча польского кинорежиссёра Анджея Вайды снятый в 1978 году.
Агнешка Холланд и Анджей Вайда анализируют в фильме социалистическое общество через намеренно будничный сюжет о польском журналисте-международнике, испытывающем проблемы на личном и профессиональном фронте. Главный герой выглядит типичным диссидентом, отстаивающим идеалы юности, которым противоречит реальность беспринципных, циничных функционеров от политики и журналистики.
Притча Анджея Вайды о состоянии духовной жизни в Польше не была до конца понята зрителем ни в момент появления, ни в более позднее время перемен в обществе. В этом фильме Анджей Вайда в некотором отношении дублирует художественную манеру своего младшего коллеги Кшиштофа Занусси (ср., например, «Защитные цвета», 1976). В дальнейшей Вайда снимет ещё несколько фильмов на актуальные социальные темы («Человек из мрамора», 1976, «Человек из железа», 1981).
Фильм получил приз экуменического жюри на Каннском кинофестивале 1979 года.

## Сюжет
В фильме показана драма талантливого польского журналиста-международника Ежи Михаловского, которого оставила жена Эва. Она ушла к другому журналисту (Яцеку Ростишевскому), вполне лояльному к социалистической системе. Личная трагедия совпадает с проблемами на работе: главный герой стал неугоден партийному начальству, которое устраивает ему негласную травлю.
Осознание бессмысленности существования не исчезает даже после появления любовницы в лице влюблённой в него ученицы. Её молчаливый, почти невидимый образ сопровождает Михаловского, как ангел-хранитель. В финале фильма главный герой буквально сжигает себя, кончает с собой, вызвав взрыв неисправной газовой колонки у себя на кухне. Бессильный перед системой подавления личности и неприкрытого двуличия, герой уже не находит места в обществе социалистического застоя.
Мы не видим страшной сцены смерти Ежи Михаловского. Но в завершающих кадрах кинофильма режиссёр рукой его жены чуть поднимает простыню, которой прикрыто лицо героя, лежащего на носилках. И кажется — дьявольская, упрямая улыбка на его обезображенном лице.

## В ролях
- Збигнев Запасевич — Ежи Михаловский
- Эва Далковская — Эва
- Анджей Северин — Яцек Ростишевский
- Кристина Янда — Агата
- Эмилия Краковская — Ванда Якович
- Роман Вильгельми — Бронский
- Станислав Михальский — начальник Бронского
- Казимеж Качор — главный редактор
- Ванда Станиславская-Лёте — член редакции
- Ежи Штур — Ежи Поребович
- Магда Тереса Вуйцик — Иоанна Чихонь, адвокат
- Ига Майр — Анна Лукасик, мать Эвы
- Данута Балицкая — судья
- Теодор Гендера — судья
- Изабелла Олейник — студентка
- Ежи Радзивилович — студент, в эпизоде
- Алиция Беницевич — женщина, в эпизоде